# Yevgeny Lapinsky
Yevhen Valentinovich Lapinsky (em ucraniano:  Євген Валентинович Лапинський; Krasnoye Zagorye, 23 de março de 1942 — Rússia, 29 de setembro de 1999) foi um jogador de voleibol da Ucrânia que competiu pela União Soviética nos Jogos Olímpicos de 1968 e 1972. Ele era judeu.
Em 1968, ele fez parte da equipe soviética que conquistou a medalha de ouro no torneio olímpico, no qual jogou em todas as nove partidas. Quatro anos depois, ele ganhou a medalha de bronze com o time soviético na competição olímpica de 1972, participando de quatro jogos.